# God Bless America (film)
Pour l’article homonyme, voir God Bless America.
Pour plus de détails, voir Fiche technique et Distribution.
God Bless America est une comédie satirique américaine de Bobcat Goldthwait sortie en 2012.

## Synopsis
Frank Murdoch a une vie pathétique : il est divorcé, a une fille extrêmement mal élevée dont il n'a plus la garde, a les pires voisins possibles et a perdu son emploi, dans la société d'assurance où il travaille, pour un motif grotesque de politiquement correct (après que sa tentative maladroite de séduction d'une collègue de travail a débouché une plainte pour harcèlement sexuel). Conservateur, il est affligé par l'état de décadence de la société américaine et par son inhumanité, qui se manifeste notamment à travers des talk-show et des émissions minables et cruelles à la télévision. Il apprend enfin que ses migraines se révèlent être dues à un cancer du cerveau inopérable...
N’ayant plus rien à perdre, il va alors sombrer dans une spirale infernale : après avoir hésité à se suicider avec son pistolet, il décide de quitter Syracuse et d'entamer un road-trip à travers les États-Unis (de New York à la Virginie en passant par le Kansas...) pour tuer, dans un dernier coup d'éclat, les personnes les plus viles et idiotes qu'il va croiser sur sa route. Après son premier meurtre, il est rejoint par Roxy, une lycéenne révoltée qui l'admire pour ses actes et qui, elle aussi, n'a plus rien à perdre car elle vivait dans une caravane avec sa mère - qui se prostituait pour acheter ses doses de crack - et l'ami de sa mère qui la violait régulièrement.
Ensemble, ils tuent diverses personnalités médiatiques odieuses ainsi que les gens irrespectueux qu'ils croisent au hasard de leurs pérégrinations. Puis Frank apprend par son médecin qu'une erreur est survenue et qu'il n'a, en fait, pas de tumeur au cerveau. Il apprend également, peu après, que les parents de Roxy n'ont rien des parents horribles qu'elle prétend avoir. Il congédie alors Roxy, part à Hollywood et achète un fusil d'assaut AK-47 et des armes de poing au marché noir à un néonazi. Il s'introduit dans l'émission télévisée diffusée en direct « American Superstarz », qui reprend le concept de l'émission réelle American Idol (version française de Nouvelle Star) et exhibe à son public un jeune déficient mental dans le cynisme le plus total. Sur scène, il tue plusieurs spectateurs et fait la morale à l'Amérique tout entière. Roxy le rejoint inopinément et ils se mettent à tirer aveuglément sur le jury et le public. La police intervient alors et ils meurent pour leurs idéaux, criblés de balles.

## Fiche technique
- Titre français et original : God Bless America
- Réalisation : Bobcat Goldthwait
- Scénario : Bobcat Goldthwait
- Musique : Matt Kollar
- Photographie : Bradley Stonesifer
- Montage : David Hopper et Jason Stewart
- Décors : Natalie Sanfilippo
- Costumes : Sarah de Sa Rego
- Production : Jeff Culotta et Sean McKittrick
  - Producteurs délégués : Ted Hamm et Angela Sostre
  - Coproducteurs : Sarah de Sa Rego, Jason Stewart et Jim Goldthwait
- Sociétés de production : Darko Entertainment et Jerkschool Productions
- Distribution :
  -  États-Unis : Magnet Releasing et Magnolia Pictures
  -  France : Potemkine Films
- Genre : Comédie noire et action
- Durée : 105 minutes
- Pays d'origine :  États-Unis
- Format : couleur — 35mm et cinéma numérique — 2.35:1 — son Dolby Digital
- Dates de sortie[1] :
  -  Canada - Festival international du film de Toronto : 9 septembre 2011
  -  États-Unis : 6 avril 2012 (vidéo à la demande)
  -  États-Unis : 11 mai 2012 (sortie limitée)
  -  États-Unis : 12 mai 2012 (1re diffusion à la télévision)
  -  France : 10 octobre 2012
- Film interdit aux moins de 12 ans lors de sa sortie en salles en France[2]

## Distribution
- Joel Murray (VF : Guy Chapellier) : Frank Murdoch
- Tara Lynne Barr (VF : Margaux Laplace) : Roxanne « Roxy » Harmon
- Mackenzie Brooke Smith (VF : Leslie Lipkins) : Ava
- Melinda Page Hamilton (VF : Rafaèle Moutier) : Alison
- Rich McDonald (VF : Bruno Méyère) : Brad
- Regan Burns (VF : Jean-Philippe Puymartin) : Michael Fuller
- Aris Alvarado (VF : Grégory Laisné) : Steven Clark
- Maddie Hasson (VF : Karine Foviau) : Chloe
- Geoff Pierson (VF : Jean Barney) : le patron de Frank
- Dan Spencer (VF : Patrice Dozier) : Le Docteur
- Mike Tristano : Mike, le dealer
- Larry Miller (VF : Patrick Pellegrin) : le père de Chloe
- Dorie Barton (VF : Coco Noël) : la mère de Chloe
- David Mendenhall : le père de Roxy
- Andrea Harper : la mère de Roxy
- Toby Huss : le patron du cinéma
- Jack Plotnick : le planificateur
- Jamie Harris (VF : Marc Saez) : un membre du jury de l'émission "American Superstars"
- Travis Wester (VF : Mathias Kozlowski) : Le voisin de Frank
- Kirk Bovill (VF : Luc Boulad) : le chef policier

Source et légende : version française (VF) sur AlloDoublage

## Accueil

### Critique
Dès sa sortie aux États-Unis, God Bless America a rencontré un accueil critique allant de mitigé à positif, recueillant 68 % d'avis favorables sur le site Rotten Tomatoes, basé sur 105 commentaires collectés et une note moyenne de 6.2⁄10, tandis qu'il obtient un score de 56⁄100 sur le site Metacritic, basé sur 24 commentaires collectés. En France, God Bless America rencontre un accueil critique comparable, obtenant une note moyenne de 4⁄5 sur le site Allociné, basée sur 24 commentaires collectés.

### Box-office
Sorti aux États-Unis dans quinze salles, God Bless America totalise 122,550 $ de recettes après neuf semaines à l'affiche. Les recettes internationales s'élèvent à 271 330 $, portant le total du box-office mondial à 393 880 $. En France, le film totalise 64 331 entrées après 14 semaines à l'affiche.